# Der Barbier von Sibirien
Der Barbier von Sibirien (russisch Сибирский цирюльник Sibirski zirjulnik, deutsch ‚Sibirischer Barbier‘) ist ein russischer Film aus dem Jahre 1998. Regie führte Nikita Michalkow, der gemeinsam mit Rustam Ibragimbekow auch das Drehbuch verfasste.
Der Film eröffnete die Filmfestspiele von Cannes im Jahre 1999.

## Handlung
Die Handlung des Films wechselt mehrmals zwischen zwei Handlungssträngen. Der erste findet in Russland im Jahr 1885 während der Regierungszeit von Alexander III. statt. Die Amerikanerin Jane Callahan reist nach Russland, um dort für den Erfinder McCracken einen Lockvogel zu spielen. McCracken, der an einer Holzfällmaschine arbeitet (dem „Barbier von Sibirien“) braucht die Gunst und Unterstützung des Generals Radlov, um sein Projekt finanzieren zu können. Jane soll den Armeevertreter umgarnen, verliebt sich jedoch in den jungen Kadetten Andrei Tolstoi, den sie bei der Anreise zufällig im Zug kennenlernt. Kadett und General sind an derselben Offiziersschule und es kommt zum Eklat, als beide um die junge Frau werben. Tolstoi wird, nachdem er den General öffentlich beleidigt hat, nach Sibirien verbannt. Jane reist ihm zehn Jahre später nach, entdeckt aber nur sein Haus und seine Familie.
Die zweite Handlung spielt in einem amerikanischen Trainingslager im Jahr 1905, wo einer der Kadetten ein Bild von Wolfgang Amadeus Mozart an seinem Bett aufhängt. Es kommt zur Konfrontation mit dem wenig gebildeten Sergeanten, nachdem der Kadett, der, wie sich herausstellt, der Sohn von Andrei Tolstoj und Jane ist, sich weigert, eine beleidigende Aussage über den Komponisten zu machen.

## Musik
In dem Film spielt Musik, vor allem von Wolfgang Amadeus Mozart, eine wichtige Rolle:
- In der russischen Kadettenschule wird von den Kadetten und jungen Offizieren die Oper Figaros Hochzeit aufgeführt. Andrei Tolstoi singt dabei die Partie des Kammerdieners und einstigen Barbiers Figaro und springt im zweiten Akt bei dem Rezitativ „Al signor Conte piace la sposa mia.“ („Dem Herrn Grafen gefällt meine Braut.“) von der Bühne und schlägt General Radlov, der zusammen mit Jane sitzt, mit einem Bogen. Jane lernte Andrei Tolstoi im Zug bei ihrer Reise nach Russland unter anderem wegen der gemeinsamen Leidenschaft für Opern näher kennen, er singt eine Arie aus der Oper zum Abschied von seinen Freunden, als er mit dem Zug nach Sibirien deportiert wird und ergreift im Exil den Beruf des Barbiers.
- Janes Sohn, der Kadett Andrew, spielt das Adagio aus dem 23. Klavierkonzert von Mozart, um den Sergeant davon zu überzeugen, dass Mozart ein großartiger Komponist ist.
- Jane spielt Chopins Nocturne in Des-Dur, Op. 27 No.2, als General Radlov ihr einen Heiratsantrag machen will.

## Kritiken
„Nostalgischer Liebesfilm von nationaler Größe‘“

„Leidenschaftliches Liebesepos“

## Auszeichnungen
Die Russian Guild of Film Critics zeichnete Wladimir Iljin als Besten Nebendarsteller aus.
Der Film war Russlands Kandidat auf eine Nominierung in der Kategorie Bester fremdsprachiger Film bei der Oscarverleihung 1999, wurde aber weder nominiert noch ausgezeichnet.